# アーリアン・ブラザーフッド

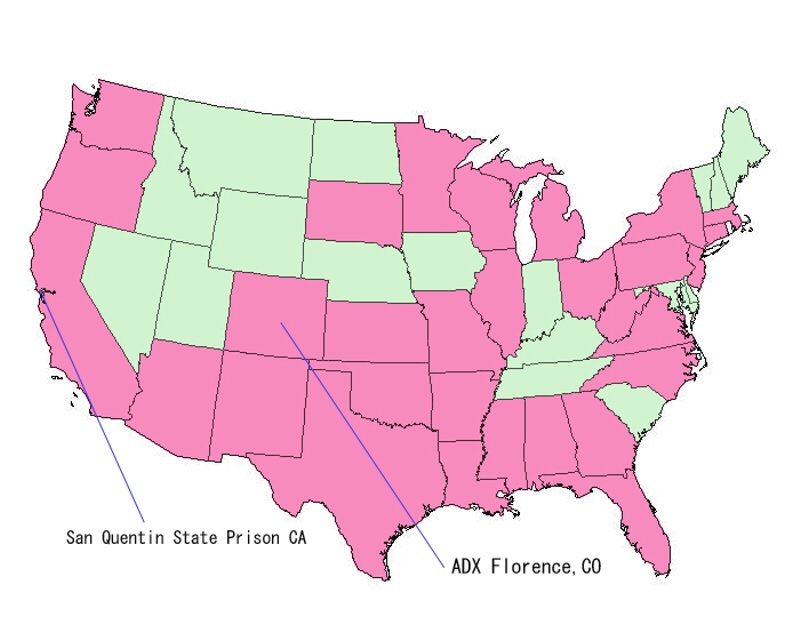
メンバーが服役している刑務所のある州(ピンク色の箇所)

アーリアン・ブラザーフッド（The Aryan Brotherhood　略称 ABまたはThe Brand)とは、アメリカ合衆国の刑務所内を本拠とするギャング(prison gang)である。プリズン・ギャングであるため正式メンバーになるためには厳しい条件があり、カリフォルニア本家の正式メンバーは全米でも100〜200名程度と言われているが、刑務所の外に居る協力者、下部組織を含めると2000人以上のアソシエイト(準構成員)がいるとされている。また、テキサス州で活動するアーリアン・ブラザーフッド・オブ・テキサス(ABT)は比較的加入の条件が緩く2500人もの正式メンバーを有し、刑務所外のアソシエイトを含めると4000人にもなるという。

## 組織の内部構造
組織構成は、2つのメイングループに分かれており、1つは連邦刑務所システムに存在し、もう1つは各州刑務所内で多くの党派を編成している。特にカリフォルニアにおいては大小様々な党派が緩やかな連合を形成している。各党派は3人のリーダーによって監督されており、彼らが刑務所内において犯罪活動の指揮を行っているとされている。連邦刑務所やカリフォルニア州の各党派は、州立刑務所にいるギャング達、例えば自分達を模倣しているグループや組織から分裂したグループの存在については大目に見ている傾向があるが、しかし、刑務所内でのギャング同士の衝突が発生しないわけでは無く、しばしば抗争が発生している。
アーリアン・ブラザーフッドは各刑務所によって、その組織形態が異なっており、例えばアリゾナの刑務所ではメンバーは「親族(Kindred)」と呼ばれ、彼らによって一つのファミリーが形成されており、各ファミリーは「評議会(Council)」と呼ばれる上部組織によってコントロールされている。組織のメンバーは刑務所内において「子孫(progeny)」と呼ばれる新たなメンバーをスカウトし、彼ら新入りメンバーを一人前の組織の一員となれるよう、その教育も担当している。
組織の構成民族ついては、それほど排他的なものでは無いが、ほぼ白人男性の収監者らによって構成されている。また、組織には「ブラッドイン・ブラッドアウト」と呼ばれる掟が存在し、アーリアン・ブラザーフッドの一員と認められるには他の囚人を殺害することが条件であり、また、一度組織のメンバーとなると、抜けることは許されず、抜けようとする者は他のメンバーによって殺害されることになっている。
多くのプリズン・ギャングと同様にアーリアン・ブラザーフッドのメンバーも特徴的なデザインのタトゥーを入れている。主なものとしては組織名の「Aryan Brotherhood」、そのイニシャルの「AB」、獣の数字として知られている「666」、ナチス親衛隊のシンボルである「SS」、そして肘の近くには蜘蛛の巣、組織がアイルランド系アメリカ人のグループにより結成された事を示すシャムロックの紋章、そしてハーケンクロイツやケルトの紋章などがある。
アーリアン・ブラザーフッドは、結成されて以降、特に麻薬密売をメインに、恐喝、売春そして殺人の請負などの典型的な組織犯罪活動に傾注していくようになっていった。近年、連邦政府によって行われた告発によれば、組織はアジアのギャングと手を結びタイからヘロインの密輸を行っていた。中にはブラッズ、ブラック・P・ストーンズといった黒人ギャングから麻薬を買い付けるメンバーもいたという。
1996年、当時イリノイ州にあるマリオン連邦刑務所に収監されていたガンビーノ・ファミリーのボス、ジョン・ゴッティが同刑務所内において他の囚人から暴行を受け、彼は50万ドルの金と引き換えにその囚人を殺害してほしいと組織のメンバーに依頼していた。しかし、この依頼は成就することなく、ゴッティも2002年に病死した。
アーリアン・ブラザーフッドのメンバーの大多数は、強盗や麻薬取引そして暴力行為等によって服役することになった者達であり、人種差別的な犯罪行為によって服役することになったのでは無い。また、彼らは刑務所内での自己防衛の為に仲間と保護を求め、組織に加わっている。しかし、彼らは刑務所から釈放された後も、組織の為の活動を行っており、さらにギャングとなって、ヘイトクライムを引き起こしていることが知られている。FBIによると組織のメンバーは合衆国の刑務所に服役している服役囚の割合でみると1％未満だが、連邦刑務所内で発生した殺人の26％に関与しているとされている。

## 歴史
1960年代までは、米国内にある大部分の刑務所は人種毎に分けられていた。だが、公民権運動により法的な差別が廃止されるに伴い刑務所内においての人種差別的な待遇も廃止され、収監者達の人種的な線引きが取り払われた。当時、刑務所内での事件を担当した検事らにあるギャングが「アーリアン・ブラザーフッドは、刑務所内部で囚人が他の囚人からの略奪行為に対する対抗手段として、1964年、サン・クエンティン州立刑務所内において誕生した。」と、述べた事からこの時期に組織が誕生したと考えられている。また、組織は当時存在していたアイルランド系バイカー・ギャング「ブルーバード・ギャング」から派生したのではないかとも考えられている。
1970年代初期、アーリアン・ブラザーフッドはメキシカン・マフィアと手を組み、そして麻薬密売等の犯罪活動に手を染めていった。1980年までには、組織は連邦刑務所システム内で活動するグループと州立刑務所で活動するグループに分かれた。1982年、FBIに匿名の通報者から、カリフォルニア州刑務所システム内で発生した2つの重大な殺人事件にアーリアン・ブラザーフッドが関与しているとの情報が提供された。その後、FBIは1989年まで事件に関する調査活動を行ったが、起訴するまでには至らなかった。
2005年6月23日、20ヶ月に及ぶ調査活動の後、連邦政府の強襲部隊がアーリアン・ブラザーフッドの外部組織である「オーダー・オブ・ザ・ブラッド」に関係しているとされるオハイオ州北東部にある6件の家に突入し、アーリアン・ブラザーフッドのメンバーと組織の協力者達を逮捕した。また、新たに彼らに対し10件以上の捜査令状が出された。
同年、8年間に及んだ同組織に対する調査の結果、連邦政府検察官は様々な犯罪容疑で40人のメンバー(そのうちの30人は既に服役中である。)らを起訴した。起訴されたメンバーの多くは既に仮釈放の無い終身刑に服役しており、その為、彼らの起訴は、歴史的にも例の無いケースであり、困難を極めた。検察官は起訴された被告のうち21人に対し死刑を求刑したが、のちに5人の被告を除いた他のメンバーらに対する求刑は打ち切った。9月までに死刑宣告を受ける資格を有しない19人の被告が有罪を認め、また、4人の最高幹部、連邦刑務所において組織の指揮を執っていたとされるバリー・ミルズ(Barry "The Baron" Mills)、組織内部での全ての計画に関わっていたとされるタイラー・ビンガム(Tyler Davis "The Hulk" Bingham)、エドガー・ヒーブル(Edgar "The Snail" Hevle)、クリストファー・オーバートン・ギブソン(Christopher Overton Gibson)らに関する最初の裁判が行われ、2006年7月、彼らは一連の容疑に関して有罪判決が下った。だが、4人の被告のうち2人は既に過去に死刑判決が下っており、この事が陪審員らに混乱をもたらす結果となった。彼ら4人に対する最初の裁判は、連邦検察官らの求刑が出される前に、「4人の被告らはそれぞれ独房に監禁され、彼らの弁護士以外とは連絡をとることは禁止する」という結果で終わった。裁判を担当した裁判官らは検察官らの求刑に関して司法長官との協議の結果、検察官に対し彼らの求刑に対して採決する事を拒否し、正式な結論を下すことを拒絶した。現在も彼らに関する裁判は継続中であり、既に1人は4つの終身刑を宣告され、2人は3つの終身刑(うちひとつは仮釈放無しの終身刑)が宣告された。また、さらに何人かのメンバーは裁判を受ける予定である。

## 他の犯罪組織との関係
アーリアン・ブラザーフッドは1970年代の初期からメキシカン・マフィアとの緊密な繋がりを保っており、またバイカー・ギャング(biker gang)、そして白人至上主義を掲げる刑務所内外のギャング、例を上げると下部組織のような存在にあたるパブリック・エネミー・No.1やナチ・ローライダーズとも緊密な関係がある。さらに彼らは極右グループに顕著に見られる排他的な宗教概念(クリスチャン・アイデンティティ)を持っており、その事から同様の宗教概念を持つアーリアン・ネイションズやクー・クラックス・クランの様な白人優越主義グループとも関わりがあると考えられている。しかしそういった強硬な白人至上主義団体の中には麻薬取引に没頭し、時には黒人とも取引を行うアーリアン・ブラザーフッドの姿勢に対し批判的な団体も多い。
また、メキシカン・マフィアと同盟を結んでいる関係で、彼らのライバル例えばヌエストラ・ファミリア等とも敵対しており、さらに、組織の人種的背景から非白人ギャング、例えばブラック・ゲリラ・ファミリー、クリップス、ブラッズ、ブラック・P・ストーンズ等とも敵対関係にある。

## アーリアン・ブラザーフッドの関係者
バリー・ミルズ(Barry Byron "The Baron" Mills)(1948-2018年)。アーリアン・ブラザーフッドのリーダーの1人。2006年3月、他の3人のリーダーと共に殺人、共謀、麻薬密売及び恐喝等の多数の容疑で起訴される。コロラド州フローレンスにあるADXフローレンス刑務所にて終身刑により服役中であったが2018年11月に同刑務所にて死去した。
タイラー・ビンガム(Tyler Davis "The Hulk" Bingham)。アーリアン・ブラザーフッドのリーダーの中でも「副官」の立場にいる人物との嫌疑がかかっている人物。
マイケル・トンプソン(Michael Thompson)。アーリアン・ブラザーフッドの元リーダーである。元ハイスクール・フットボールのスターであり、ネイティブ・アメリカンの血を引く彼は服役していた刑務所で組織に入るよう勧誘を受けた。最初は組織の人種的思想に対し違和感を覚え躊躇していたが、後に組織に加わった。その後、トンプソンは22人を獄中で殺害し、また、多くの抗争に関わったとされている。メンバーのカーティス・プライスが組織から離脱したスティーブン・バーンズの両親と友人を殺害した事件を機に組織から脱退し当局への情報提供者となった。トンプソンが離脱を決意したのは「殺害対象の家族は殺害しない」という組織の掟がないがしろにされた事が原因だった。離脱後、彼は組織内部で暗殺リストに入れられた事を意味する隠語「帽子の中に入れる(in the hat)」となり、現在、組織から命を狙われている。
当局への情報提供者となって20年間、彼は当局と共にアーリアン・ブラザーフッドの壊滅に向けての活動を行っており、裁判所にて組織のメンバーについての証言及び、組織についての講義と執筆活動を行っている。
トーマス・シルバーシテイン(Thomas Edward Silverstein)、クレイトン・ファウンテン(Clayton Anthony Fountain)。連邦刑務所の刑務官を刺殺した人物。この事案を契機として、全米で最高の警備態勢を敷くADXフローレンス刑務所が設立されることとなった。

## 関連文献等
- 井口俊英著『刑務所の王』文藝春秋 2003年 ISBN 4167624028